# Trà Tập
Trà Tập is een xã in het district Nam Trà My, een van de districten in de Vietnamese provincie Quảng Nam. Trà Tập heeft ruim 1900 inwoners op een oppervlakte van 75,6 km².